# Xiphocaridinella
Xiphocaridinella é um género de camarão pertencente à família Atyidae.
As espécies deste género podem ser encontradas na Ásia Ocidental.
Espécies:
- Xiphocaridinella ablaskiri Birstein, 1939
- Xiphocaridinella dbari Marin, 2019
- Xiphocaridinella fagei Birstein, 1939
- Xiphocaridinella jusbaschjani Birstein, 1948
- Xiphocaridinella kumistavi Marin, 2017
- Xiphocaridinella kutaissiana Sadowsky, 1930
- Xiphocaridinella motena Marin, 2019
- Xiphocaridinella osterloffi Juzbasjan, 1940
- Xiphocaridinella otapi Marin, 2018
- Xiphocaridinella shurubumu Marin, 2018